# 張炳 (順治進士)
張炳，字莲溪，号亦藻，江南宜興縣人，清朝政治人物、进士出身。

## 生平
順治十五年（1658年）戊戌科進士。康熙六年，擔任甘肅臨洮府推官。